# Мероміктне озеро

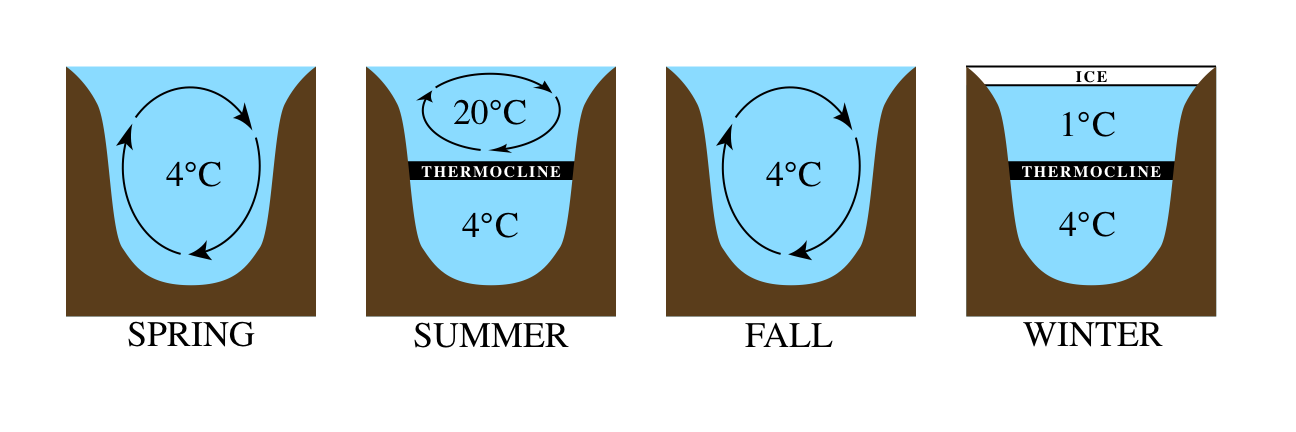
Сезонні стратифікації в озерах. Влітку і взимку озеро — двошарове.

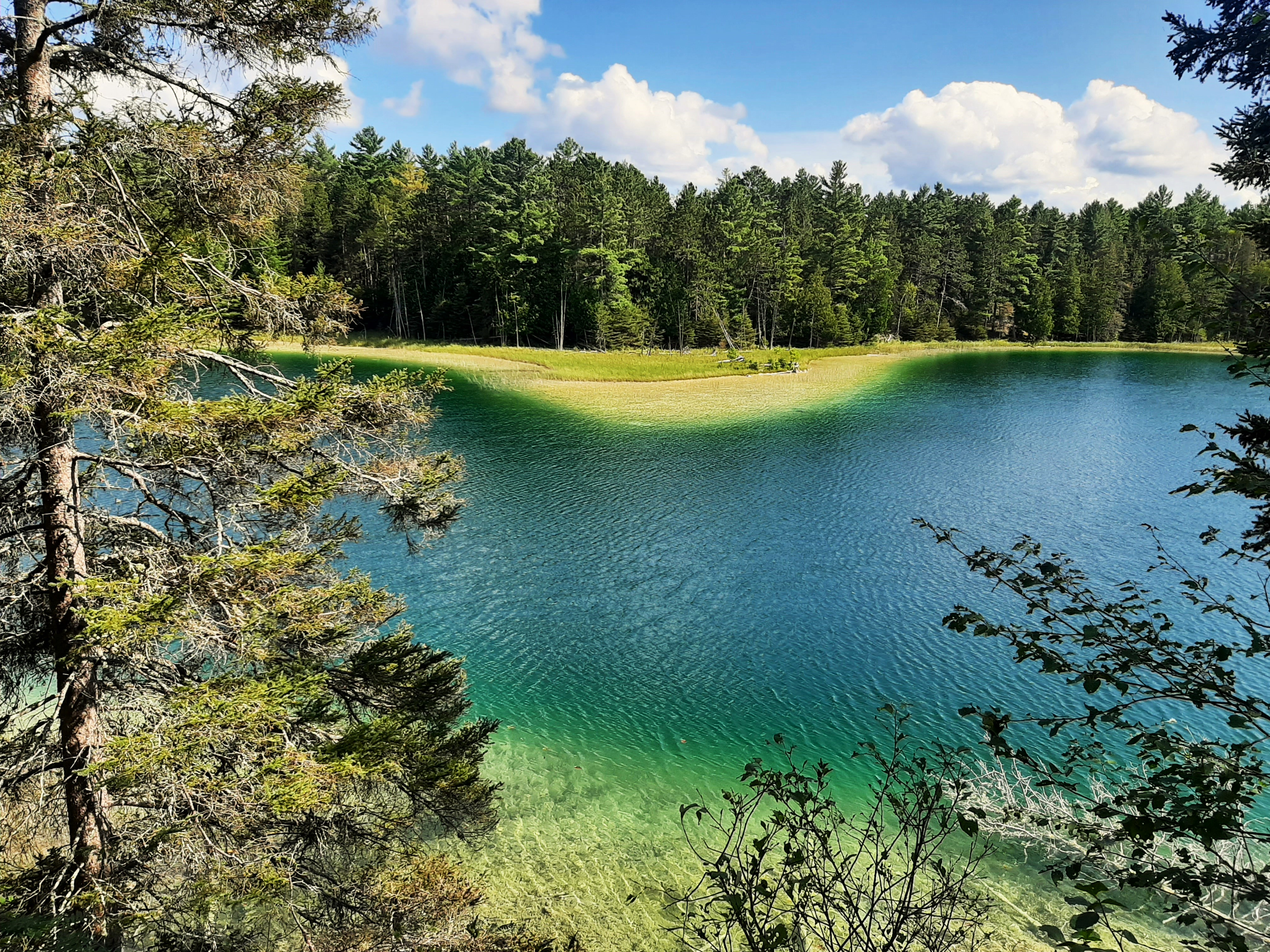
Мероміктне озеро, Онтаріо

Мероміктне озеро — озеро, що характеризується розшаруванням маси води на два шари, які не перемішуються один з одним: нижній (монімолімніон), який відрізняється підвищеною мінералізацією, і верхній (міксолімніон), в якому вода перемішується. Ці шари розділені шаром хімічного стрибка — хемокліном. Вміст кисню у воді озера зменшується від поверхні до його повного зникнення у хемокліні або трохи глибше. Вміст сірководню збільшується починаючи від хемокліну до дна. Мероміктне озеро виникає в результаті інтенсивного надходження мінеральних солей у водойму, зокрема внаслідок скидів у озеро промислово-комунальних стоків.
Синонім — двошарове озеро.